# Caviomorpha
Los caviomorfos (Caviomorpha) son la parvorden que reúne a todos los Hystricognathi de América, definido de acuerdo con los registros fósiles y análisis moleculares de ADN.

## Origen
El primer roedor fósil en América del Sur está representado por especies no descritas en depósitos del Eoceno/ Oligoceno temprano. A finales del Oligoceno, todas las superfamilias y familias de Caviomorpha estaban presentes en el registro fósil.
Durante esta época, Sudamérica estaba aislada de todos los continentes. Muchas hipótesis se han conformado para explicar cómo los roedores Hystricognatha colonizaron esta isla continente. La mayor parte de ellas requiere que un grupo de roedores viajara a través del océano en desechos flotantes.

### ¿Origen africano?
La más común de todas las hipótesis sugiere que el ancestro común de todos los caviomorpha migró a través del océano Atlántico (entonces bastante más angosto) desde África.
Esto está apoyado por resultados moleculares, los cuales sugieren que los Phiomorpha (restringidos a Bathyergidae, Petromuridae y Thryonomyidae) son hermanos taxonómicos de los Caviomorpha. de hecho hasta el descubrimiento de la rata laosiana de roca, todas las familias hystricognatha modernas estaban restringidas a Sudamérica, África, o tenían una rama que incluía África (Hystricidae).

### ¿Origen asiático?
La principal hipótesis alternativa es que el ancestro caviomorpha creció en Asia y migró a Sudamérica a través de otro continente. América del Norte es citado como el más probable por las comunicaciones entre América del Norte y Asia a través del estrecho de Behring, y más cercano que cualquier otro continente a América del Sur. Los "Franimys" fueron propuestos una vez como el ancestro de los Caviomorpha, pero los investigadores modernos consideran que los franimorfos son más bien protrogomorfo en vez de histricomorfo.
El registro fósil sugiere que el Entodacrya puede haberse originado en Asia y esto es citado como un origen asiático de los caviomorfa también. Igualmente Jenkins aduce que su descubrimiento de la familia roedora hystricognathi (Laonastidae) exclusiva de Asia puede ser otra base para el origen asiático de los caviomorfos.

### Rutas migratorias
Alternativemente, los caviomorfos pueden haberse originado en Asia, pero viajado a través de África, Australia y la Antártida, o África y Antártida. Alternativamente ellos podrían haberse originado en África y viajando a Sudamérica vía Antártida. 
Los monos de nuevo mundo aparentemente colonizaron América desde África u otro continente similar en ese tiempo. Muchos investigadores describen ambos eventos biogeográficos como similares.

## Diversidad
Los roedores caviomorfos sufrieron una diversificación explosiva en Sudamérica (Vassallo and Antenucci, 2015). Sacaron de competencia rápidamente a otros pequeños mamíferos de ese nicho como ciertos marsupiales sudamericanos. Reteniendo su dieta herbívora, ellos aumentaron su rango de tamaño, desde el tamaño de la rata de los Echimyidae hasta el tamaño de un Bisonte de los Phoberomys. Mientras tanto las ecologías mostraban formas parecidas a los Geomyidae como el tuco-tuco, formas arbóreas como las de los puercoespines y ciertas ratas espinosas, formas corredoras como las maras y formas acuáticas como la capibara y la nutria. Los rangos de hábitats van desde las praderas (maras), alta montaña (chinchilla y ratas chinchillas), las copas de los árboles (puerco espín de cola prensil) y foresta densa tropical (pacas y acouchis).
A pesar de que algunas especies de caviomorfos migraron a América Central desde el Gran Intercambio Americano, solo una especie viviente, el Puerco-espín norteamericano, colonizó naturalmente Norteamérica (la extinta capibara Neochoerus pinckneyi también lo hizo). La nutria llamada también nutria roedora o coipo o coypus fue introducida en Norteamérica y probó ser una eficaz invasor allí.

## Familias
- Infraorden Caviomorpha - Hystricognathi del Nuevo Mundo
  - †Luribayomys - incertae sedis
  - Superfamilia Erethizontoidea
    - Familia Erethizontidae - Puerco espin del Nuevo Mundo.

  - Superfamilia Cavioidea
    - †Microcardiodon[7]
    - †Guiomys
    - †Scotamys
    - Dasyproctidae - agutíes y acuchíes
    - Agoutidae - pacas
    - †Eocardiidae
    - Dinomyidae - pacarana
    - Caviidae - Caviinae, capibaras y maras.

  - Superfamilia Octodontoidea
    - †Caviocricetus - incertae sedis
    - †Dicolpomys - incertae sedis
    - †Morenella - incertae sedis
    - †Plateomys - incertae sedis
    - †Tainotherium Turvey, Grady & Rye, 2006 - incertae sedis
    - †Acaremyidae[8]
    - Octodontidae - degús y similares
    - Ctenomyidae - tuco-tucos
    - Echimyidae - ratas espinosas
    - Myocastoridae - coipos
    - Capromyidae - hutias
    - †Heptaxodontidae - hutias gigantes (probablemente parafilético).

  - Superfamilia Chinchilloidea
    - †Garridomys[9]
    - Chinchillidae - chinchillas y vizcachas
    - †Neoepiblemidae
    - Abrocomidae - rata chinchilla

Algunos cambios en la taxonomía han sido sugeridos por análisis de ADN. Los Dinomyidae podrían pertenecer a los Chinchilloidea, los Abrocomidae podrían pertenecer a los Octodontoidea, y los Hydrochaeridae están dentro de los Caviidae.